# Horsens Golfklub
Horsens Golfklub blev stiftet 11. oktober 1972 blev ved en generalforsamling på Bygholm.
Klubben har stået for en række større turneringer, herunder DM i Slagspil, Challengetour-turneringer (2 gange) og en lang række andre nationale og internationale turneringer.
Banen er kendt for at være "lang" at spille med vand-hasarder på næsten alle huller.
Baneanlægget består af en 18 hullers mesterskabsbane samt en rated Par-3-bane på 9 huller. Derudover er der en 2-etagers drivingrange og et større indspils-område samt putting-greens til at træne det korte spil. Klubhuset er moderne med mange faciliteter herunder restaurant.